# Кременчуцька гімназія №19
Кременчу́цька гімназія № 19 - заклад загальної середньої освіти №19 розташований у Кременчуці

## Історія
Гімназія побудована за типовим проєктом 2-02-73 і введена в дію 1 вересня 1962 року. За проектом розрахована на 920 учнівських місць. Серед випускників гімназії 102 учні отримали золоті та срібні медалі.
Після закриття 13 гімназії у 2012 році, саме у цю гімназію було переведено учнів з 1 по 9 клас.
Цього року у Кременчуці за рахунок міського бюджету проводиться багато ремонтів у закладах освіти міста. Наразі завершено ремонт центрального входу до навчально-виховного комплексу № 19.
На ці цілі з міського бюджету було спрямовано понад півмільйона гривень.
2018 року було відремонтовано ґанок, сходи, облаштовано пандус, укладено нову тротуарну плитку.

## Директори
Школою керували директори:
- 1962−1969 — Манженко Іван Павлович
- 1969−1971 — Марков Андрій Петрович
- 1971−1972 — Ярмишко Ольга Іванівна
- 1972−1990 — Нікіфоров Ігор Ігорович
- 1990−2000 — Артеменко Віктор Маркіянович
- 2000−2020[4] — Пашедін Андрій Петрович.
- 2020-2024 — Тетяна Лобан
- 2024-зараз - Гора Наталія Яківна

Працює 50 вчителів. Серед них мають знак «Відмінник освіти» — 4 вчителі, звання «Учитель-методист» — 9 вчителів; звання «Старший учитель» — 4 вчителі; вищу категорію — 20 вчителів.

## Відомі випускники
- Порицький М. М. — заступник міського голови Кременчука
- Литвиненко В. — колишній завідувач відділу охорони здоров'я міськвиконкому
- Москаленко В. — ректор Київської медичної академії
- Петулько Д. М. — начальник «Теплоенерго» Кременчука
- Сухомлин С. А. — кандидат медичних наук
- Куліш О. Я. — редактор інформаційно-аналітичної програми каналу «1+1»
- Марченко А. Б. — генеральний директор АТ «Атом»
- Кругляк Т. Л. — директор по економіці та фінансах компанії «Нафтохіміндустрія» та багато інших випускників гімназії, що досягли успіхів та визнання.

У гімназії працювало понад 260 вчителів, серед них 12 — випускники школи. Гімназія № 19 стала «кузнею» кадрів для міського та методичного кабінету:
- Похіл Ф. П. — працював інспектором міськвиконкому
- Комарова Л. О. — заступником начальника Крюківського відділу освіти
- Доленко В. І. — заступником начальника Автозаводського відділу освіти
- Ященко І. Ф., Гришанін В. А., Кириленко О. М., Самоненко Л. Ф., Вергал В. Ф.,

Михайлик Л. В., Ратушна О. М., Копичко І. М. — директорами шкіл.
- Перва Д. І., Ліманська Л. І., Терешкова С. А. — працівниками методичного кабінету.

## Матеріально-технічна база
У гімназії функціонують:
- Бібліотека
- Їдальня та буфет
- Майстерні
- Спортивна та актова зали
- Кабінети інформатики
- Кабінет хімії
- Кабінет фізики
- Кабінет психолога
- Кабінет навчання для дітей з інвалідністю

## Факти
Під час виборів у гімназії розташовується виборча дільниця № 66.